# Alessandro Farnese (generale)
Alessandro Farnese (Parma, 10 gennaio 1635 – Madrid, 18 febbraio 1689) era figlio di Odoardo I Farnese, duca di Parma e Piacenza, e di Margherita de' Medici.

## Biografia
Suo fratello maggiore Ranuccio II Farnese divenne duca alla morte del padre nel 1646.
Fu generale di cavalleria prima presso Venezia, dal 1656 al 1658, poi sotto la Spagna nel 1664.
Ottenne successivamente il titolo di viceré di Navarra e poi della Catalogna. In ultimo fu nominato governatore dei Paesi Bassi, incarico che ricoprì dall'11 aprile 1680 per due anni.
Da Maria de Lao y Carillo ebbe quattro figli illegittimi:
- Alessandro Odoardo (Badajoz, 12 aprile 1663 - Cacéres, 21 maggio 1666), morto bambino;
- Alessandro Maria (Badajoz, 30 ottobre 1664 - Parma, 28 novembre 1726), colonnello dell'esercito spagnolo, morto in carcere;
- Margherita (Badajoz, 5 giugno 1665 - Parma, novembre 1718), monaca benedettina presso il convento di San Paolo a Parma;
- Isabella (Badajoz, 19 settembre 1666 - Parma, 27 dicembre 1741), monaca benedettina presso il convento di San Paolo a Parma.

Nel 1687 fu consigliere di Stato in Spagna.
Morì a Madrid nel 1689 e fu sepolto nella cappella agostiniana.

## Ascendenza
|                           |                         |                                 | Genitori                             |  |  | Nonni |  |  | Bisnonni           |  |  | Trisnonni       |  |
|                           |                         |                                 |                                      |  |  |       |  |  | Alessandro Farnese |  |  | Ottavio Farnese |  |
|                           |                         |                                 |                                      |  |  |       |  |  | Alessandro Farnese |  |  | Ottavio Farnese |  |
|                           |                         | Margherita d'Austria            |                                      |  |  |       |  |  | Alessandro Farnese |  |  |                 |  |
| Ranuccio I Farnese        |                         |                                 |                                      |  |  |       |  |  | Alessandro Farnese |  |  |                 |  |
|                           |                         | Maria d'Aviz                    | Eduardo d'Aviz                       |  |  |       |  |  |                    |  |  |                 |  |
|                           |                         | Maria d'Aviz                    | Eduardo d'Aviz                       |  |  |       |  |  |                    |  |  |                 |  |
|                           |                         | Maria d'Aviz                    | Isabella di Braganza                 |  |  |       |  |  |                    |  |  |                 |  |
| Odoardo I Farnese         |                         | Maria d'Aviz                    |                                      |  |  |       |  |  |                    |  |  |                 |  |
|                           |                         | Giovanni Francesco Aldobrandini | Giorgio Aldobrandini                 |  |  |       |  |  |                    |  |  |                 |  |
|                           |                         | Giovanni Francesco Aldobrandini | Giorgio Aldobrandini                 |  |  |       |  |  |                    |  |  |                 |  |
|                           |                         | Giovanni Francesco Aldobrandini | Margherita Del Corno                 |  |  |       |  |  |                    |  |  |                 |  |
| Margherita Aldobrandini   |                         | Giovanni Francesco Aldobrandini |                                      |  |  |       |  |  |                    |  |  |                 |  |
|                           |                         | Olimpia Aldobrandini            | Pietro Aldobrandini                  |  |  |       |  |  |                    |  |  |                 |  |
|                           |                         | Olimpia Aldobrandini            | Pietro Aldobrandini                  |  |  |       |  |  |                    |  |  |                 |  |
|                           |                         | Olimpia Aldobrandini            | Flaminia Ferracci                    |  |  |       |  |  |                    |  |  |                 |  |
| Alessandro Farnese        |                         | Olimpia Aldobrandini            |                                      |  |  |       |  |  |                    |  |  |                 |  |
|                           | Ferdinando I de' Medici | Cosimo I de' Medici             |                                      |  |  |       |  |  |                    |  |  |                 |  |
|                           | Ferdinando I de' Medici | Cosimo I de' Medici             |                                      |  |  |       |  |  |                    |  |  |                 |  |
|                           | Ferdinando I de' Medici | Eleonora di Toledo              |                                      |  |  |       |  |  |                    |  |  |                 |  |
| Cosimo II de' Medici      | Ferdinando I de' Medici |                                 |                                      |  |  |       |  |  |                    |  |  |                 |  |
|                           |                         | Cristina di Lorena              | Carlo III di Lorena                  |  |  |       |  |  |                    |  |  |                 |  |
|                           |                         | Cristina di Lorena              | Carlo III di Lorena                  |  |  |       |  |  |                    |  |  |                 |  |
|                           |                         | Cristina di Lorena              | Claudia di Valois                    |  |  |       |  |  |                    |  |  |                 |  |
| Margherita de' Medici     |                         | Cristina di Lorena              |                                      |  |  |       |  |  |                    |  |  |                 |  |
|                           |                         | Carlo II d'Austria              | Ferdinando I del Sacro Romano Impero |  |  |       |  |  |                    |  |  |                 |  |
|                           |                         | Carlo II d'Austria              | Ferdinando I del Sacro Romano Impero |  |  |       |  |  |                    |  |  |                 |  |
|                           |                         | Carlo II d'Austria              | Anna Jagellone                       |  |  |       |  |  |                    |  |  |                 |  |
| Maria Maddalena d'Austria |                         | Carlo II d'Austria              |                                      |  |  |       |  |  |                    |  |  |                 |  |
|                           |                         | Maria Anna di Wittelsbach       | Alberto V di Baviera                 |  |  |       |  |  |                    |  |  |                 |  |
|                           |                         | Maria Anna di Wittelsbach       | Alberto V di Baviera                 |  |  |       |  |  |                    |  |  |                 |  |
|                           |                         | Maria Anna di Wittelsbach       | Anna d'Asburgo                       |  |  |       |  |  |                    |  |  |                 |  |
|                           |                         | Maria Anna di Wittelsbach       |                                      |  |  |       |  |  |                    |  |  |                 |  |